# 骨鲻属
骨鲻属，為輻鰭魚綱鯔形目鯔科的其中一属。

## 下属物种
- 前鱗骨鯔（Osteomugil ophuyseni）
- 硬頭骨鯔（Osteomugil stronylophalus）

## 擴展閱讀
維基物種上的相關：骨鲻属